# Bahnhof Wolfratshausen
Der Bahnhof Wolfratshausen ist eine Betriebsstelle der Isartalbahn in der oberbayerischen Stadt Wolfratshausen. Der Bahnhof liegt im Tarifbereich des Münchner Verkehrs- und Tarifverbunds (MVV) und wird von der Linie S 7 der S-Bahn München bedient.
Die Lokalbahn Aktien-Gesellschaft (LAG) nahm den Bahnhof am 27. Juli 1891 als Endpunkt der aus München kommenden Isartalbahn in Betrieb. Zum 1. Juni 1897 verlängerte die LAG die Isartalbahn bis nach Eurasburg und später bis nach Bichl. Bis zur Verstaatlichung der LAG im Jahr 1938 war Wolfratshausen ein Lokbahnhof, in dem Lokomotiven gewartet wurden. Von 1957 bis 1972 legte die Deutsche Bundesbahn in mehreren Etappen die Strecke zwischen Bichl und Wolfratshausen still, seitdem ist der Bahnhof Wolfratshausen wieder Endbahnhof der betriebenen Strecke. Im Mai 1972 wurde der S-Bahn-Verkehr zwischen München und Wolfratshausen aufgenommen.

## Lage

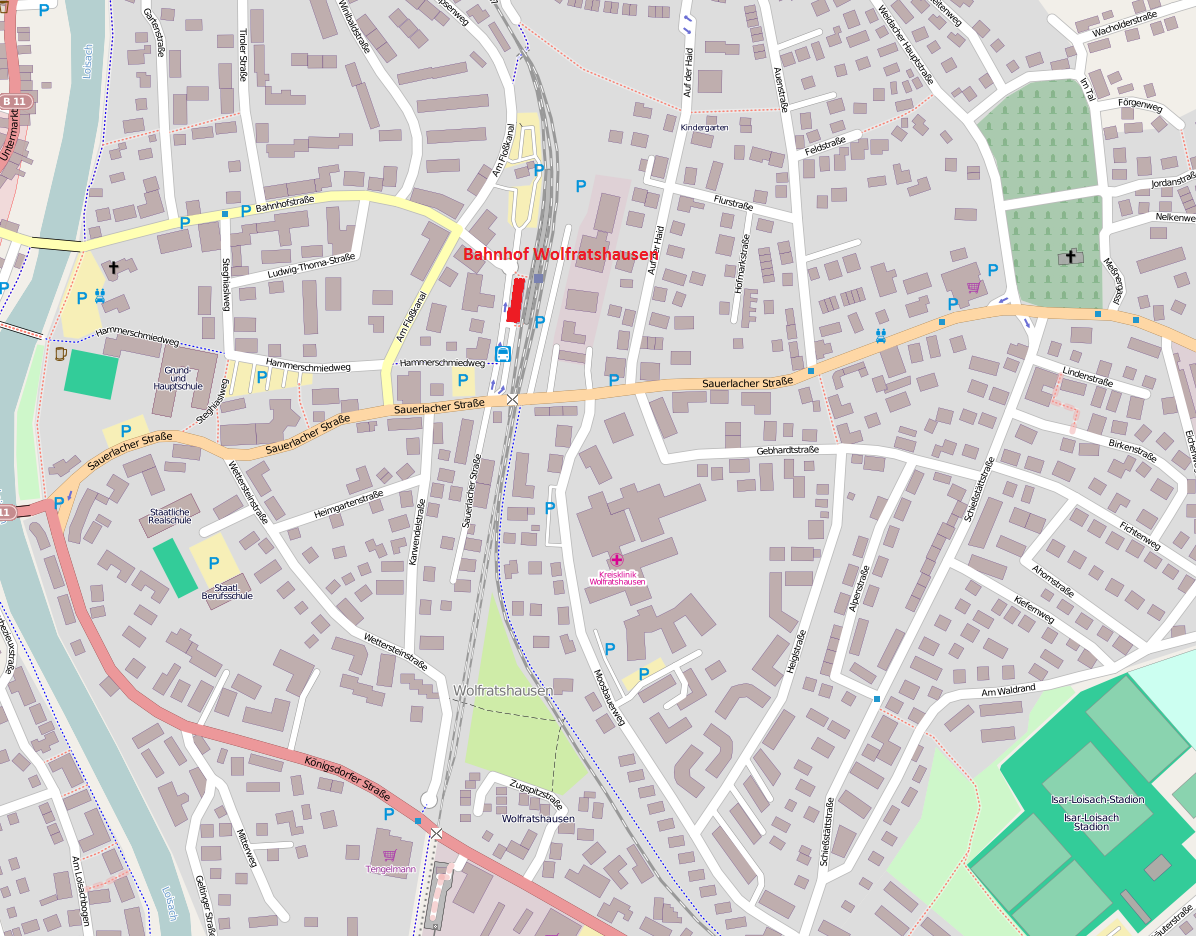
Umgebungskarte des Bahnhofs Wolfratshausen mit rot markiertem Bahnhofsgebäude

Der Bahnhof befindet sich im Osten der Wolfratshausener Innenstadt. Das Empfangsgebäude steht westlich der Gleise und hat die Adresse Bahnhofstraße 41. Im Westen der Gleise verlaufen die Bahnhofstraße, die Sauerlacher Straße und die Straße Am Floßkanal. Südlich des Empfangsgebäudes befindet sich der Wolfratshausener Busbahnhof. Im südlichen Bahnhofsbereich kreuzt die Sauerlacher Straße (Staatsstraße 2070) mit einem schienengleichen Bahnübergang die Gleisanlagen, nördlich des Bahnhofs unterquert der Mühlpointweg die Strecke.
Wolfratshausen ist heute Endpunkt der Isartalbahn (VzG 5507), einer eingleisigen, elektrifizierten Hauptbahn. Der Bahnhof liegt am Streckenkilometer 26,30. Die Bahnstrecke wird von der Deutschen Bahn als Kursbuchstrecke 999.7 geführt.

## Geschichte

### Planung und Bau
Am 24. Oktober 1886 erteilte der bayerische Staat die Konzession zum Bau einer meterspurigen Bahnstrecke von München über Wolfratshausen zur Rottmannshöhe am Starnberger See, die nach einem Beschluss von 1885 in Normalspur gebaut werden sollte. Dabei sollte der Wolfratshausener Bahnhof in der Nähe der Dorfener Höhe errichtet werden, die etwa eine Dreiviertelstunde Fußweg vom Wolfratshausener Marktplatz entfernt lag. Die Marktgemeinde Wolfratshausen protestierte gegen diese Lage. Sie befürchtete, dass die Einwohnerzahl weiter sinken würde, wenn andere Orte mit direktem Bahnanschluss Wolfratshausen gegenüber Vorteile hätten. Die mit dem Bau der Strecke beauftragte Aktiengesellschaft Isarbahn wollte den Bahnhof jedoch nicht in der im Tal der Loisach gelegenen Wolfratshausener Ortsmitte errichten, da dies pro Kilometer bis zu 80.000 Goldmark mehr gekostet hätte. Wolfratshausen bot 60.000 Mark für die Errichtung des Bahnhofs im Tal und gründete am 26. September 1888 den Bahnverein München–Wolfratshausen zur Durchsetzung der Bahnhofsverlegung. Am 27. September 1888 einigte sich Wolfratshausen mit der Bahngesellschaft, indem diese den Bau einer Straße zwischen dem Bahnhof auf dem Berg und dem Marktplatz versprach. Am 6. November 1889 wurde der Bau und Betrieb der Strecke der Lokalbahn Aktien-Gesellschaft (LAG) übertragen. Gleichzeitig beschlossen die Gemeinden und die LAG, den Endpunkt Rottmannshöhe aufzugeben und die Bahn stattdessen von Wolfratshausen über Eurasburg nach Bichl weiterzubauen. Damit war es für Wolfratshausen wieder möglich, doch einen Bahnhof im Loisachtal zu bekommen. Nachdem der Bürgermeister am 23. November 1889 die kostenlose Abtretung der dafür benötigten Grundstücke zugesagt hatte, begannen am 27. Mai 1890 die Bauarbeiten. Allerdings kam es wegen Hangrutschen an der Schlederleite nördlich von Wolfratshausen beim Bau des Streckenabschnittes Ebenhausen–Wolfratshausen zu Verzögerungen. Am 27. Juli 1891 konnte die Isartalbahn bis Wolfratshausen eröffnet werden.

### Betrieb unter der Lokalbahn-Aktiengesellschaft

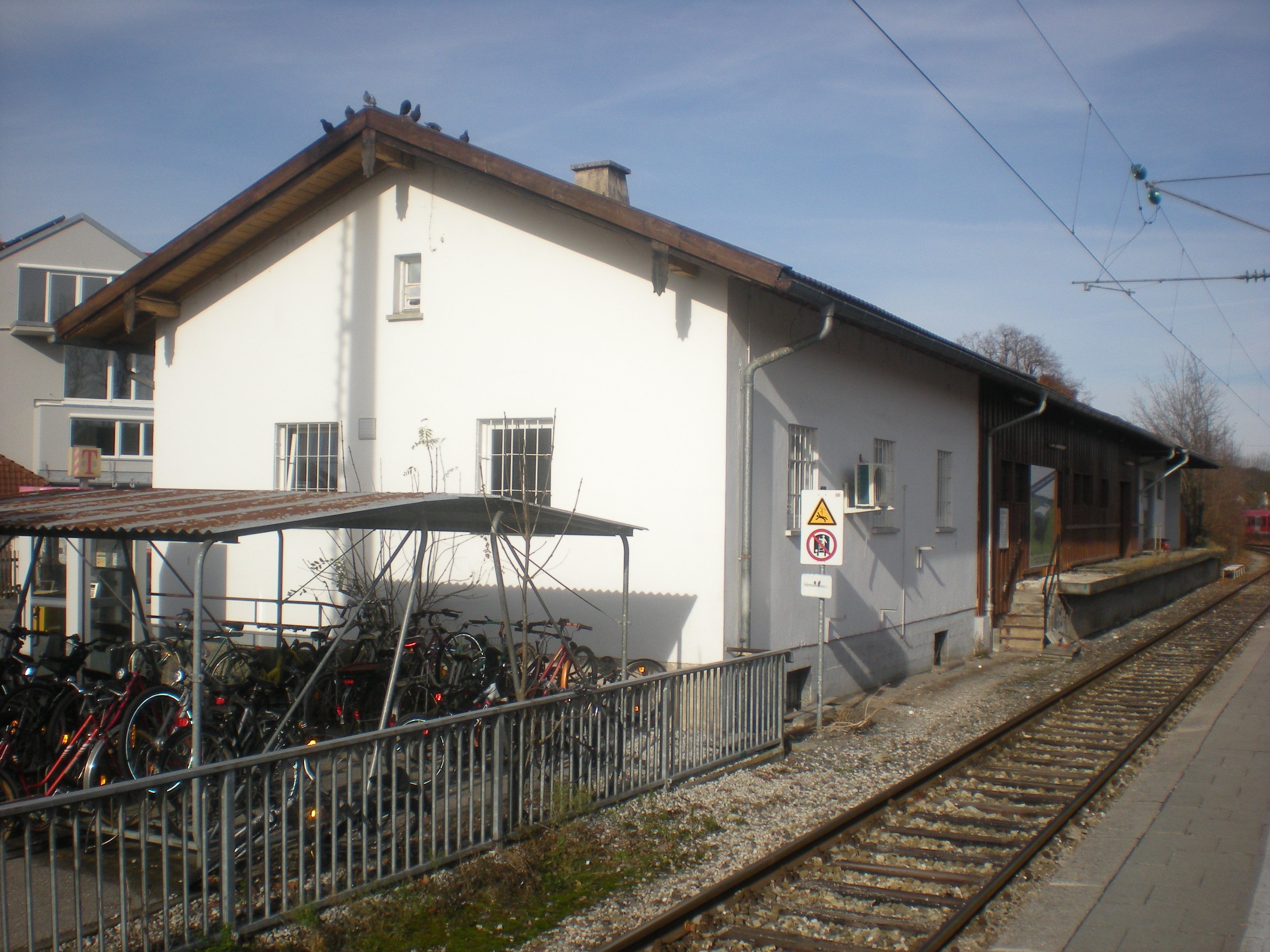
Der Güterschuppen nördlich des Bahnhofsgebäudes im Jahr 2012

Am 27. Juli 1891 wurde der Bahnhof Wolfratshausen als Endpunkt der Isartalbahn eröffnet. Westlich der Gleisanlagen befindet sich das Empfangsgebäude. Gegenüber dem Bahnhofsgebäude auf der anderen Seite des Bahnhofsplatzes gab es eine Bahnhofsrestauration. Als Streckenendpunkt erhielt der Wolfratshausener Bahnhof im Norden eine dreigleisige Wagenhalle. Im Westen der Wagenhalle schloss ein einständiger Lokschuppen an. In diesem befand sich zum Heben von Flüssigkeiten ein Pulsometer. Kurz vor dem Lokschuppen befand sich ein Kohlenschuppen, wo die Kohle für die Dampflokomotiven gelagert wurde. Westlich des Lokschuppens verließ die Isartalbahn den Bahnhof, nachdem sie einen Bahnübergang überquert hatte. Der eigentliche Bahnhof verfügte über drei Gleise mit Bahnsteigen, sowie ein weiteres, welches für den Güterverkehr vorgesehen war. Am südlichen Ende des vierten Gleises befanden sich die Güterverkehrsanlagen. Es waren ein Güterschuppen, eine Seiten- und eine Stirnrampe für die Güterverladung, sowie eine Stationswaage mit einer Tragkraft von 20 Tonnen vorhanden.
Am 25. August 1896 begannen die Bauarbeiten für die Verlängerung der Isartalbahn nach Bichl. Am 1. Juni 1897 konnte die Strecke bis Eurasburg eröffnet werden. Zum 23. Mai 1898 folgte die Eröffnung der Gesamtstrecke bis zum Bahnhof Bichl, wo Anschluss zur Staatsbahnstrecke von Tutzing nach Kochel bestand. Der Bahnhof Wolfratshausen blieb auch danach im Bahnbetrieb bedeutend, da hier die aus München kommenden Züge geschwächt und die in Richtung München fahrenden Züge gestärkt wurden. Mit der Verlängerung der Bahnstrecke nach Eurasburg ließ die LAG auch die Gleisanlagen des Bahnhofs erweitern. So erhielt der Bahnhof westlich des Güterschuppens ein zusätzliches Ausziehgleis. Bis spätestens 1909 entstand vor dem ersten Gleis des Wagenschuppens eine Drehscheibe mit einem Durchmesser von 6,5 Metern. Außerdem erhöhte die LAG die Tragkraft der Waggonwaage vor dem Güterschuppen von 20 auf 30 Tonnen. An jedem durchgehenden Personenzuggleis richtete man ebenfalls bis spätestens 1909 an beiden Enden je einen Wasserkran ein, der von der örtlichen Wasserleitung gespeist wurde. Östlich des Waggonschuppens war ein Gleisanschluss zur Eiskeller Brauerei Eberl-Faber entstanden. Seit 1909 nutzten die Personenzüge nicht mehr das Gleis 3, in Richtung München entstand auf der Seite des Empfangsgebäudes ein zusätzliches Stumpfgleis.
Der Bahnhof Wolfratshausen hatte im Ersten Weltkrieg keine wichtige Bedeutung und blieb unbeschädigt. Die seit 1915 immer höher werdenden Verluste der LAG beeinflussten den Verkehr im Isartal und es wurden weniger Züge gefahren. In den Zügen, die nur zwischen Wolfratshausen und München verkehrten, gab es nur noch die dritte Klasse. Erst Ende 1933 wurde die Anzahl der Züge zwischen München und Wolfratshausen durch die Förderung der Gemeinden und durch die Reduzierung der parallel verkehrenden Busse wieder auf elf Zugpaare täglich angehoben. Am 1. August 1938 wurde die LAG verstaatlicht. Sie wurde von der Deutschen Reichsbahn übernommen.

### Zweiter Weltkrieg und Elektrifizierung

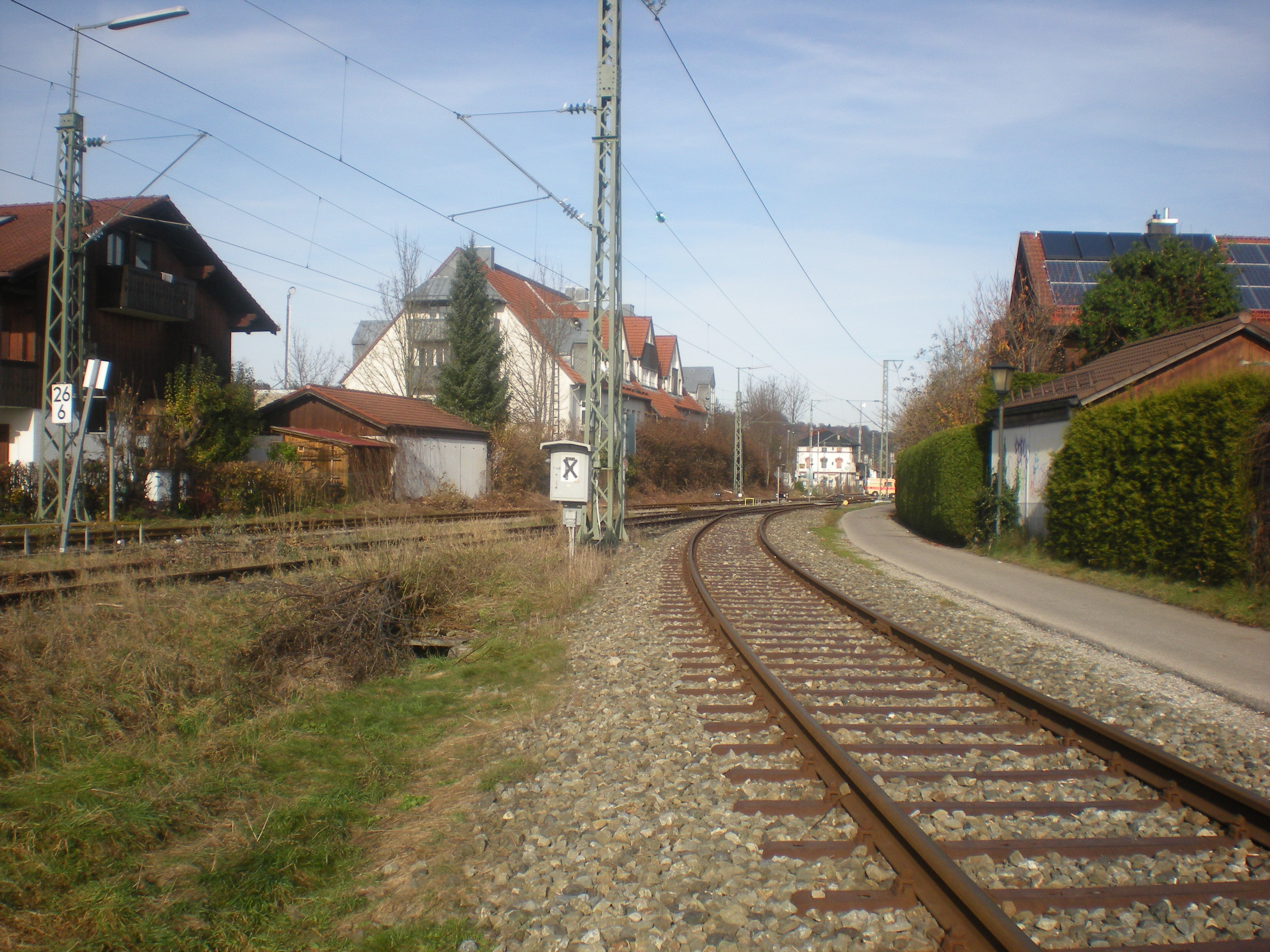
Anschlussgleis nach Geretsried im Jahr 2012

Im Zweiten Weltkrieg wurde zwischen 1940 und 1941 ein Anschlussgleis zur Munitionsfabrik in Geretsried errichtet. Es zweigt im Bahnhof Wolfratshausen von der Isartalbahn ab. Für Munitionstransporte verwirklichte die Deutsche Reichsbahn einen eigenen Güterbahnhof südlich von Wolfratshausen, welcher 1941 in Betrieb ging. Im Verlauf der zunehmenden Zerstörung Münchens errichtete die Deutsche Reichsbahn eine Verbindung vom Anschlussgleis nach Süden. Dadurch entstand in Wolfratshausen ein Gleisdreieck, worüber die Deutsche Reichsbahn die Güterzüge über Bichl und Tutzing umleitete. Der Bahnhof Wolfratshausen war jedoch weiterhin für das Zusammenstellen der Züge zuständig. Außerdem waren weiterhin Rangierarbeiten in Geretsried und Wolfratshausen nötig. Da die Alliierten in den Jahren 1943 und 1944 Teile der Isartalbahn durch Luftangriffe zerstörten, konnte der reguläre Personenverkehr erst 1946 wieder aufgenommen werden. Die Wagenhalle wurde vermutlich im Zweiten Weltkrieg zerstört. Den Lokschuppen ließ die Deutsche Bundesbahn spätestens nach dem letzten Dampflokeinsatz der Baureihe 64 auf der Isartalbahn abreißen.
Die Deutsche Bundesbahn legte den Abschnitt von Beuerberg nach Bichl wegen geringer Fahrgastzahlen und schlechtem Zustand des Oberbaus am 31. Mai 1959 still. Im Mai 1960 elektrifizierte sie die Isartalbahn bis Wolfratshausen. Die Deutsche Bundesbahn nahm den elektrischen Betrieb von München nach Wolfratshausen am 29. Juni 1960 auf. Der Gläserne Zug kam als erster elektrischer Zug im Bahnhof Wolfratshausen an. In Wolfratshausen richtete die Deutsche Bundesbahn ein Unterwerk für die Versorgung der Oberleitung mit Strom ein. Das Werk ist an die Bahnstromleitung von Kochel nach Holzkirchen angeschlossen. Fortan führten Uerdinger Schienenbusse den Betrieb zwischen Wolfratshausen und Beuerberg durch. Die Fahrgäste mussten im Bahnhof Wolfratshausen von München weiter in Richtung Beuerberg umsteigen. Am 28. Mai 1972 stellte die Deutsche Bundesbahn schließlich auch den Güter- und Personenverkehr auf dem Streckenabschnitt von Wolfratshausen nach Beuerberg ein, die Strecke wurde stillgelegt. Der Bahnhof Wolfratshausen war somit wieder Endpunkt der Isartalbahn.

### Integration in die S-Bahn München
Am 28. Mai 1972 nahm die S-Bahn München den Betrieb auf, wofür die Deutsche Bundesbahn den Bahnhof grundlegend umbauen ließ. Dabei ließ sie unter anderem einen neuen 76 Zentimeter hohen Mittelbahnsteig errichten, welcher nun über einen höhengleichen Übergang, über das Gleis 1 barrierefrei erreichbar ist. Ebenfalls umgebaut wurde das Empfangsgebäude. Der nördliche Pavillon und die Wartehalle wurden abgerissen und durch ein flaches Gebäude ersetzt. Spätestens 1972 stellte die Deutsche Bundesbahn auch den Stückgutverkehr ein, sodass die Weichenverbindungen zum Güterschuppen entfernt wurden. Den Gleisanschluss zur Brauerei legte die Deutsche Bundesbahn ebenfalls still, er ist heute nicht mehr vorhanden.
Fortan verkehrte die S-Bahn vom Holzkirchner Flügelbahnhof des Münchner Hauptbahnhofs nach Wolfratshausen. Eine Weiterführung durch den Stammstreckentunnel war damals noch nicht möglich. Seit der Eröffnung der Südstreckeneinführung in die S-Bahn-Stammstrecke mit dem sogenannten Südstreckentunnel unter den Ferngleisen in Richtung Pasing am 31. Mai 1981 verkehrt die S-Bahn aus Wolfratshausen weiter über die S-Bahn-Stammstrecke.

## Aufbau

### Bahnsteige und Gleisanlagen

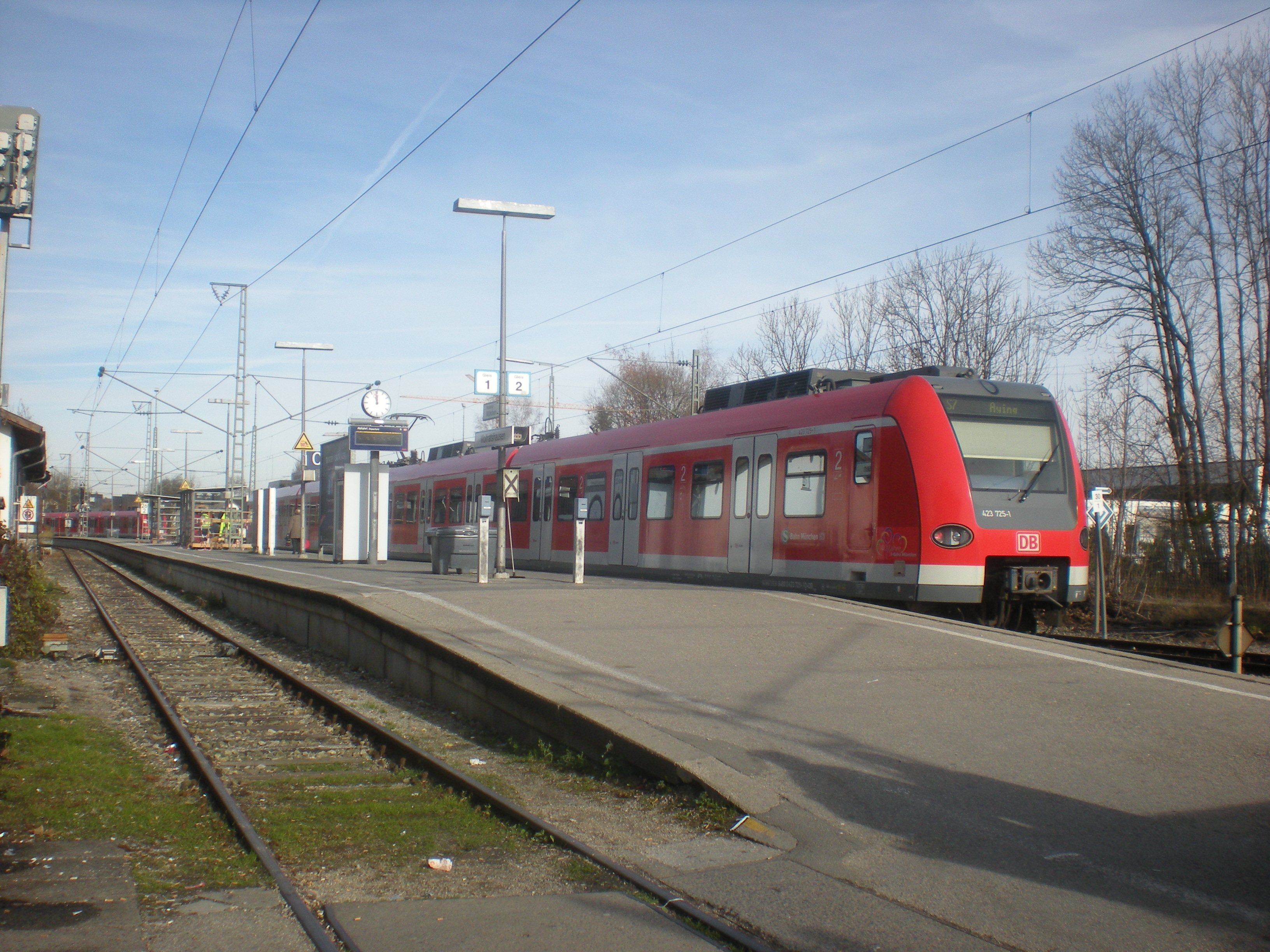
Bahnsteig mit S7 nach Aying

Der Wolfratshausener Bahnhof besitzt zwei Bahnsteiggleise an einem 140 Meter langen und 76 Zentimeter hohen Mittelbahnsteig, der über einen schienengleichen Übergang über Gleis 1 barrierefrei mit dem Empfangsgebäude verbunden ist. Der Bahnsteig ist nicht überdacht und verfügt über digitale Zugzielanzeiger. Neben den Bahnsteiggleisen 1 und 2 befindet sich das bahnsteiglose Gleis 3, von dem südlich des Bahnübergangs der Sauerlacher Straße das Anschlussgleis nach Geretsried abzweigt. Südlich der Abzweigung befand sich bis 2018 eine zweigleisige Abstellanlage, von der nur noch ein Gleis vorhanden ist. Nach dem Prellbock am Ende der Abstellanlage führte das Gleis der ehemaligen Isartalbahn noch etwa 450 Meter weiter nach Süden, bevor es endet. Im nördlichen Teil des Bahnhofs zweigten vom Gleis 3 vier weitere Abstellgleise ab, von denen seit 2018 nur noch ein Gleis vorhanden ist und noch zum Verladen von Gütern genutzt werden kann.
| Gleis | Nutzbare Länge | Bahnsteighöhe | Aktuelle Nutzung       |
| ----- | -------------- | ------------- | ---------------------- |
| 1     | 140 m          | 76 cm         | S7 in Richtung München |
| 2     | 140 m          | 76 cm         | S7 in Richtung München |

### Empfangsgebäude

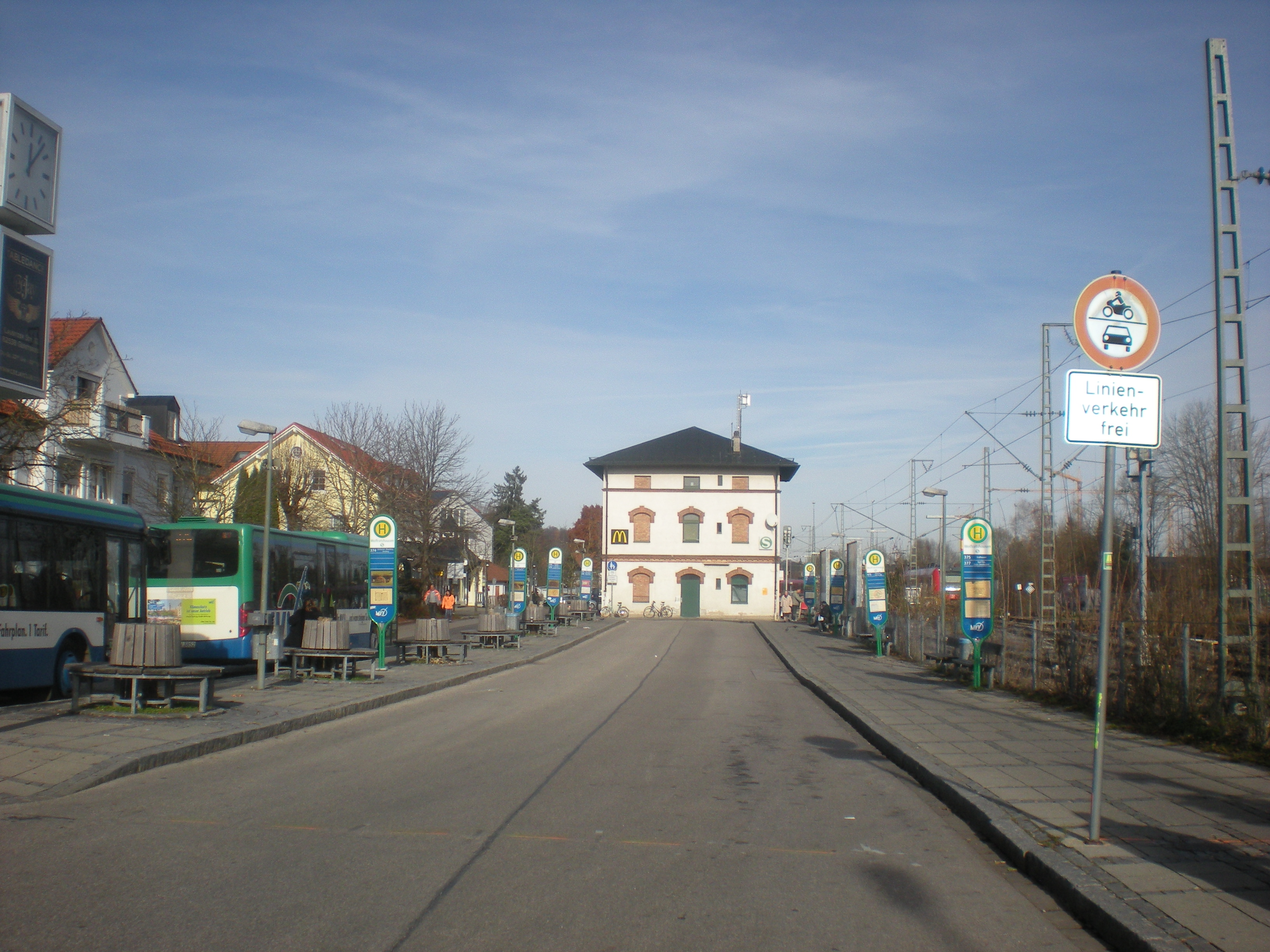
Empfangsgebäude und Busbahnhof

Das Empfangsgebäude des Bahnhofs nahm die LAG 1891 zur Eröffnung der Isartalbahn in Betrieb. Es bestand ursprünglich aus zwei unterschiedlich großen Pavillons im Norden und Süden, zwischen denen sich eine offene Wartehalle befand. Derartige Empfangsgebäude besitzen an der Isartalbahn noch heute der Großhesselohe Isartalbahnhof, der Bahnhof Pullach und der Bahnhof Ebenhausen-Schäftlarn. Im südlichen, dreistöckigen Hauptgebäude befanden sich die Fahrkartenschalter. Der nördliche, zweistöckige Pavillon beherbergte Diensträume und Toiletten. Die offene Wartehalle stützten drei Säulen. 1972 baute die Deutsche Bundesbahn den Bahnhof als Vorbereitung für den S-Bahn-Betrieb grundlegend um. Der nördliche Pavillon und die Wartehalle wurden abgerissen und durch ein flaches Gebäude ersetzt, das an den verbliebenen südlichen Pavillon anschließt. Im Anbau befindet sich der Warteraum, während im alten Gebäude das Reisezentrum der DB ist.

## Verkehr

### Schienenverkehr

#### Personenverkehr
Der erste Fahrplan nach der Eröffnung der Gesamtstrecke von München bis Bichl aus dem Jahr 1899 führte an Werktagen sieben Züge, die Wolfratshausen bedienten, auf. Der Bahnhof war Endpunkt von drei Zügen, die anderen vier fuhren ab Wolfratshausen weiter über Bichl nach Kochel. Die Züge der LAG fuhren mit Dampflokomotiven von Krauss und einigen Personenwagen. Im Fahrplanjahr 1913 verkehrten bereits acht Züge zwischen Wolfratshausen und München, davon verkehrten fünf weiter über Bichl nach Kochel. An Sonn- und Feiertagen und bei gutem Wetter im Sommer fuhren sieben Züge zusätzlich, die hauptsächlich für die Ausflügler für das Isartal gedacht waren. Durch die schlechte finanzielle Lage der LAG verkehrten 1926 an Werktagen nur noch sechs Züge zwischen München und Wolfratshausen, nur noch ein Zugpaar endete in Wolfratshausen. Der Zweistundentakt nach München wurde auf einen unregelmäßigen Zwei- bis Dreistundentakt ausgedünnt. An Sonn- und Feiertagen bedienten noch acht Züge den Bahnhof Wolfratshausen. 1944 verkehrten wieder sieben Zügen zwischen Wolfratshausen und München auf der Isartalbahn, davon fuhren fünf Züge weiter in Richtung Bichl. An Sonn- und Feiertagen bediente den Bahnhof ein zusätzlicher Zug. Den Verkehr führte die Deutsche Reichsbahn hauptsächlich mit Dampflokomotiven der Baureihe 64 durch. Im Sommerfahrplan 1960 bedienten den Bahnhof täglich circa 14 Zugpaare der Relation München–Wolfratshausen. Es gab keine durchgehenden Züge mehr bis Beuerberg. Die 13 Zugpaare auf dem Streckenabschnitt Wolfratshausen–Beuerberg fuhren mit Uerdinger Schienenbussen. Seit 1972 wurde die Strecke München Holzkirchner Flügelbahnhof–Wolfratshausen von S-Bahnen der Linie S10 im Stundentakt bedient. In den Hauptverkehrszeiten gab es damals einen Halbstundentakt, die S-Bahnen wurden zunächst mit n-Wagen-Wendezügen und einer Lokomotive der Baureihe 141 gefahren. Seit der Südstreckeneinführung im Jahr 1981 verkehrt die S-Bahn aus Wolfratshausen im 20/40-Minuten-Takt weiter durch die S-Bahn-Stammstrecke zum Münchner Ostbahnhof und die Linie bekam die neue Liniennummer S7. Bis 2004 fuhren auf dieser Linie Triebwagen der Baureihe 420.
Der Bahnhof Wolfratshausen ist heute die Endstation der Münchner S-Bahn-Linie S7 von Wolfratshausen nach Hauptbahnhof, die im 20-Minuten-Takt verkehrt. Er wird täglich von ungefähr 60 S-Bahnen bedient, zum Einsatz kommt die Baureihe 423.
| Linie | Strecke | Taktfrequenz   |
| ----- | --- | -------------- |
| S7    | Wolfratshausen – Icking – Ebenhausen-Schäftlarn – Hohenschäftlarn – Baierbrunn – Buchenhain – Höllriegelskreuth – Pullach – Großhesselohe Isartalbahnhof – Solln – Siemenswerke – Mittersendling – Harras – Heimeranplatz – Donnersbergerbrücke – Hauptbahnhof | 20-Minutentakt |

#### Güterverkehr
Den Güterschuppen, der sich gegenüber dem Empfangsgebäude befand, nutzte die Deutsche Bundesbahn bis circa 1972. Dort wurden Stückgüter und andere Güter aus der Region an den Laderampen verladen. Ehemals besaß der Bahnhof Wolfratshausen einen Gleisanschluss zur Eiskeller Brauerei Eberl-Faber, der jedoch heute stillgelegt und abgerissen ist. Heute wird der Bahnhof nur zur Anschlussbahn nach Geretsried im Güterverkehr bedient, da zur Zustellung der Wagen zu den Firmen in Geretsried auch Rangierarbeiten in Wolfratshausen nötig sind. Im Jahr 2011 wurden über das Industriegleis nach Geretsried rund 10.000 Tonnen Flüssiggas zu den Firmen Tyczka Totalgaz und Pulcra Chemicals transportiert.

### Busverkehr
Im Süden des Empfangsgebäudes befindet sich der Busbahnhof, der den zentralen Verkehrsknotenpunkt innerhalb der Stadt Wolfratshausen bildet. Von diesem verkehren (Stand 2020) zwei Wolfratshausener Stadtbuslinien sowie Regionalbusse nach Geretsried, Beuerberg, Seeshaupt, Penzberg, Endlhausen, Bad Heilbrunn, Bad Tölz, Königsdorf, Schäftlarn und Starnberg. Die Busse sind in den Münchner Verkehrs- und Tarifverbund integriert.
| Linie | Strecke |
| ----- | --- |
| 301   | Wolfratshausen – Am Wasen – Farchet B11 – Waldram, Volksschule – Wolfratshausen                                                                                                 |
| 302   | Wolfratshausen – Waldram, Volksschule – Farchet B11 – Am Wasen – Wolfratshausen                                                                                                 |
| 370   | Wolfratshausen – Waldram – Geretsried, Schulzentrum – Am Stern – Feuerwehrschule – Feuerwehr – Geretsried, Stein                                                                |
| 372   | Wolfratshausen – Eurasburg – Baierlach – Oberherrnhausen – Beuerberg |
| 373   | Wolfratshausen – Münsing – Degerndorf – Holzhausen – Ambach – Seeshaupt |
| 374   | Wolfratshausen – Waldram – Geretsried, Rathaus B11 – Schulzentrum – Stein B11 – Königsdorf – Beuerberg – Nantesbuch – Penzberg, Maxkron – Krankenhaus – Penzberg, Zentrum       |
| 375   | Wolfratshausen – Neufahrn (b.Wolfratsh.) – Ergertshausen – Deining, Gh.zur Post – Egling – Endlhausen                                                                           |
| 376   | Wolfratshausen – Waldram – Geretsried, Schulzentrum – Am Stern – Stein – Königsdorf – Schönrain, Feuerwehrhaus – Bad Heilbrunn, Gästeinfo/Fachklinik – Bad Heilbrunn, Altenheim |
| 377   | Wolfratshausen – Neufahrn (b.Wolfratsh.) – Ergertshausen – Deining, Gh.zur Post – Egling – Ascholding – Einöd – Bad Tölz, Schulzentrum – Bad Tölz, ZOB Isarkai                  |
| 378   | Wolfratshausen – Waldram – Gelting (b.WOR) – Geretsried, Schulzentrum – Am Stern – Geretsried, Stein                                                                            |
| 379   | Wolfratshausen – Waldram – Geretsried, Schulzentrum – Am Stern – Geretsried, Stein – Königsdorf – Bad Tölz, ZOB Isarkai – Schulzentrum – Bad Tölz – Behördenzentrum             |
| 975   | Wolfratshausen – Weidach – Dorfen (b. Wolfratshausen) – Höhenrain – Berg – Percha – Starnberg, Landratsamt / Seebad – Starnberg Nord – Starnberg                                |

1. ↑  Auswahl wichtiger Haltepunkte und Bahnhöfe.

#### Expressbuslinien
| Linie | Strecke | Taktfrequenz |
| ----- | --- | ------------ |
| X320  | Wolfratshausen, Pfaffenr.Str – - Städtischer Bauhof – Wolfratshausen – Puppling – Riedhof – Ergertshausen/Neufahrn, Abzw. – Egling, Mitte – Oehnböck, Abzw.Thanning – Attenham – Endlhausen – Gerblinghausen – Oberbiberg – Deisenhofen | 20 min       |
| X970  | Bad Tölz – Grünerbrauerei – Jahnstraße/AOK – Geretsried, Am Stern – Rathaus B11 – Wolfratshausen, Waldram – Wolfratshausen – Dorfen (b. Wolfratshausen) – Höhenrain – Berg, Grafstraße – Starnberg, Landratsamt / Seebad – Starnberg    | 20 min       |

## Verlängerung der S-Bahn nach Geretsried
2010 leitete die Deutsche Bahn das Planfeststellungsverfahren zu einer Verlängerung der S7 nach Geretsried ein. Dabei soll nicht das bisherige Anschlussgleis nach Geretsried benutzt werden, sondern eine Neubaustrecke über Gelting errichtet werden, die südlich des Wolfratshausener Bahnhofs von der Trasse der Isartalbahn abzweigt. Bei dem Projekt wurden jedoch die Planungen der Deutschen Bahn zur Schrankenanlage an der südlichen Bahnhofsausfahrt von Wolfratshausen von Wolfratshausener Bürgern kritisiert. Bis 2008 plante die Deutsche Bahn den höhengleichen Übergang durch eine Unterführung zu ersetzen, wodurch die Bahnsteige und auch das Ausfahrsignal weiter in Richtung Bahnübergang verschoben werden mussten. Da zwischen Ausfahrsignal und Bahnübergang nicht mehr der nötige Sicherheitsabstand gegeben ist, würden die Schranken bereits bei der Einfahrt eines Zuges aus München schließen müssen; dies hätte Schrankenschließzeiten von 25 Minuten pro Stunde zur Folge. Nachdem diese Baumaßnahme von mehreren Bürgern in der Stadt Wolfratshausen und auch von der Stadt Wolfratshausen kritisiert wurde, änderte die Deutsche Bahn ihre Planungen, sodass der Bahnsteig an heutiger Stelle bleiben sollte. Dadurch würde das Gleis 1 zu einem Stumpfgleis umgewandelt werden. Die Schrankenschließzeiten hätten sich dadurch auf zwölf Minuten pro Stunde verkürzen können. Eine Bürgerinitiative sprach sich allerdings für eine Tieferlegung der S-Bahn im Stadtgebiet von Wolfratshausen aus, dies war jedoch seitens der Deutschen Bahn nicht vorgesehen. Inzwischen plant die DB jedoch einen Bahnhof in Tieflage.
Der bayrische Verkehrsminister Christian Bernreiter gab Mitte September 2023 an, dass nach Auskunft des Eisenbahn-Bundesamtes die Planfeststellung und dadurch die Genehmigung zum Bau frühestens 2024 erteilt werden kann.